# Vent Base Alpha
Vent Base Alpha ist der Name für das Konzept einer großflächigen Unterwasserstation, die von Dr. Phil Nuytten, Experte für Tiefsee-Technologien wie Panzertauchanzüge, entwickelt wurde.

## Dr. Phil Nuytten

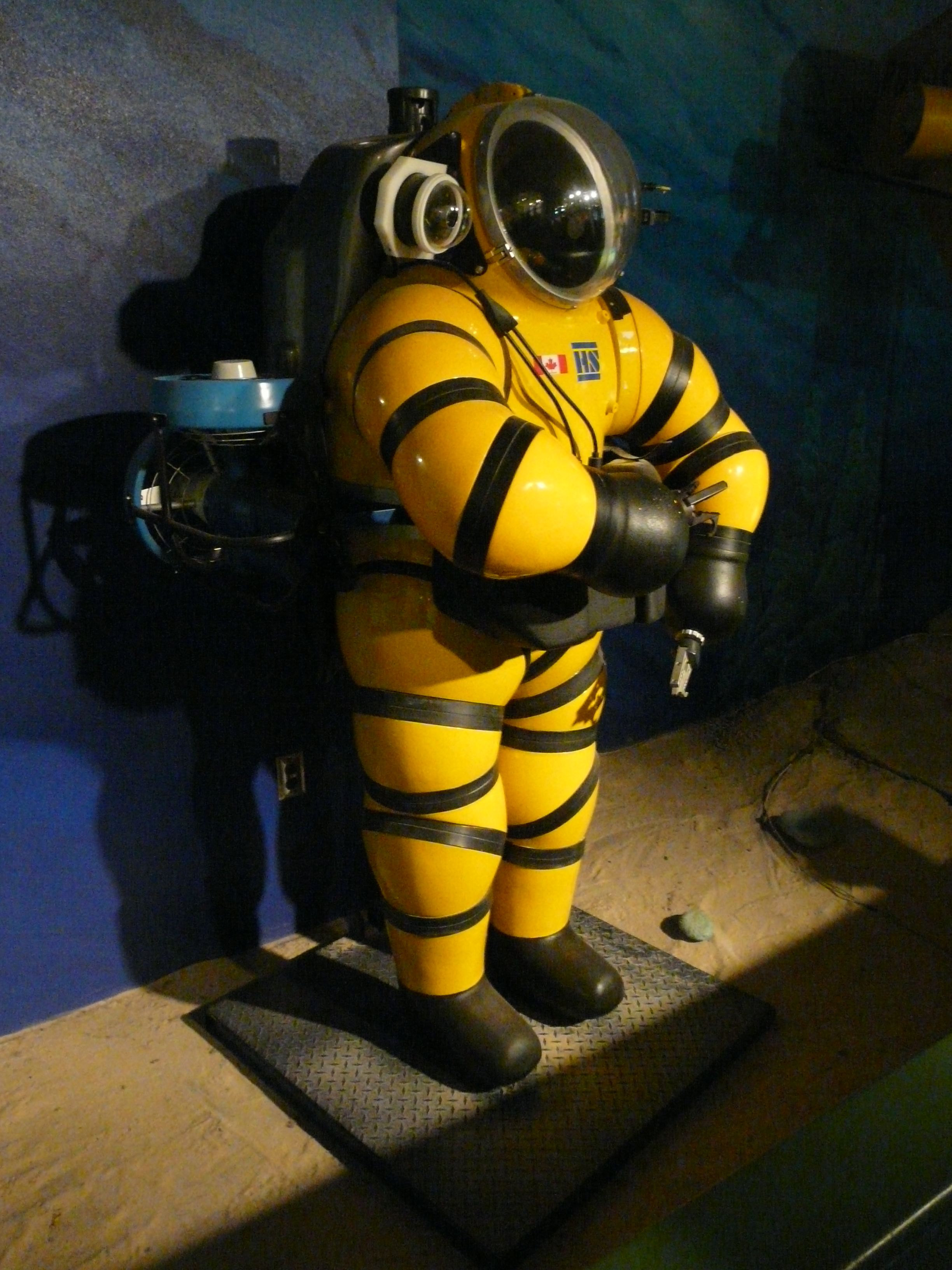
Von Nuytten entwickelter Panzertauchanzug Newtsuit

Dr. Phil Nuytten entwickelte mit seiner Firma Nuytco Research diverse Panzertauchanzüge, Tauchboote und ROVs. Seine Technologie kam bei BBC, Greenpeace und Filmen wie Titanic und Abyss zum Einsatz. Für die NASA war er am Training der Astronauten beteiligt.

## Hintergrund
Das Konzept sieht vor, in unmittelbarer Nähe einer hydrothermalen Quelle (auch schwarze Raucher) in der Tiefsee eine Kolonie zu errichten, in der sich Menschen über längere Zeiträume aufhalten können, um dort aus den Quellen austretende gelöste Stoffe wie Edelmetalle abzubauen. Dabei sollen Stirlingmotoren mithilfe des Temperatur-Unterschieds zwischen dem heißen Quellwasser und dem kalten Umgebungswasser die Energie zum Betrieb der Kolonie generieren. Mit dieser Energie sollen u. a. „künstliche Sonnen“ für den Anbau von Nutzpflanzen betrieben und die Aufspaltung von Wasser in Wasserstoff und Sauerstoff durchgeführt werden. Im Gegensatz zu den meisten anderen Konzepten soll die Anlage nicht unter Umgebungsdruck stehen, sondern einen Innendruck von 1 bar aufweisen, so dass sich die Bewohner nicht in einem gasgesättigten Zustand befinden und daher am Ende ihres Aufenthalts auch keine langen Dekompressions-Prozeduren über sich ergehen lassen müssen. Die Außeneinsätze sollen mithilfe von Panzertauchanzügen und Tauchbooten durchgeführt werden. Bevorzugter Standort ist die Juan-de-Fuca-Straße vor der Küste der kanadischen Vancouver-Insel im Pazifik.
Nach ersten Modulen mit einem Dutzend Bewohnern sollen weitere größere Strukturen folgen und eines Tages mehrere tausend Bewohner beherbergen. Neben dem Ziel des Rohstoff-Abbaus weist Nuytten darauf hin, dass die Welt in zunehmendem Maße überbevölkert ist und die Unterwasserwelt in drei Dimensionen bewohnt werden kann, z. B. durch übereinander verankerte Habitate. Außerdem würde das Projekt dem Verständnis zugutekommen, dass die Ozeane die Lungen des Planeten sind, die unbedingt geschützt werden müssen.
Die Idee entstand Ende der 1960er Jahre. Der erste Prototyp war bis Ende 2018 geplant, wurde jedoch bisher nicht umgesetzt (Stand 2021).